# Блерсвил (Џорџија)
Блерсвил (Џорџија) (енгл. Blairsville) град је у америчкој савезној држави Џорџија. По попису становништва из 2010. у њему је живело 652 становника.

## Демографија
Према попису становништва из 2010. у граду је живело 652 становника, што је 7 (1,1%) становника мање него 2000. године.
| Група             | 2000.       | 2010.       |
| Белци             | 560 (85,0%) | 577 (88,5%) |
| Афроамериканци    | 60 (9,1%)   | 30 (4,6%)   |
| Азијати           | 2 (0,3%)    | 1 (0,2%)    |
| Хиспаноамериканци | 24 (3,6%)   | 30 (4,6%)   |
| Укупно            | 659         | 652         |